# アセチルオルニチンデアセチラーゼ
アセチルオルニチンデアセチラーゼ(Acetylornithine deacetylase、EC 3.5.1.16)は、以下の化学反応を触媒する酵素である。
N2-アセチル-L-オルニチン + 水{\displaystyle \rightleftharpoons }酢酸 + L-オルニチン
従って、この酵素の基質は、N2-アセチル-L-オルニチンと水の2つ、生成物は酢酸とL-オルニチンの2つである。
この酵素は加水分解酵素、特に鎖状アミドの炭素-窒素結合に作用するものに分類される。系統名は、N2-アセチル-L-オルニチン アミドヒドロラーゼ(N2-acetyl-L-ornithine amidohydrolase)である。他に、acetylornithinase、N-acetylornithinase、2-N-acetyl-L-ornithine amidohydrolase等とも呼ばれる。この酵素は、尿素回路やアミノ基の代謝に関与している。

## 構造
2007年末時点で、この酵素の2つの構造が解明されている。蛋白質構造データバンクのコードは、2F7Vと2F8Hである。